# Archicad
Archicad är ett CAD-program och räknas till gruppen BIM-applikationer. Programmet används bland annat till att producera ritningar, mängd- och energiberäkningar, underlag för rendering i tredje parts program och samordning mellan andra CAD-projektörer.
Archicad produceras av Graphisoft med huvudkontor i Ungern, och har återförsäljare över hela världen, bland annat i Sverige. Utvecklingen av programmet startade 1982 i Ungern och har under åren utvecklats till en så kallad BIM-programvara. Programmet används till byggnadsprojektering. 
Archicad är objektorienterat och använder en SQL-databas för struktur och informationsflöde av inmatad data. Användaren kan när som helst göra uttag ur den "Virtuella" modellen och samla önskad information till ritningar eller uttagslistor på ingående komponenter. Grundkomponenterna i programmet är bjälklag, balkar, pelare eller kompletteringar i form av fönster och dörrar. I Archicads objektbibliotek finns även inredningsdetaljer i form av möbler samt ett stort urval av byggnadsspecifika objekt som till exempel hängrännor eller trappor.
Användaren matar in data till den virtuella byggnaden i form av grundkomponenter och/eller så kallade GDL-objekt (Geometric Description Language) och programmet presenterar informationen i plan, sektion, elevation och listor. Dessa så kallade vyer placeras på en ritning och den underliggande databasen ser till att ritningen alltid är uppdaterad enligt den senast inmatade informationen.
Uttag ur modellen görs i form av ritningar eller andra filformat, bland annat DWG som har blivit något av en branschstandard. Utveckling av det plattformsoberoende filformatet IFC sker av International Alliance for Interoperability (IA), och Graphisoft är en av aktörerna där.
Den aktuella versionen av programmet är Archicad 21.

## Modellering
Modellen byggs upp av väggar, bjälklag, pelare och tak. För att förfina modellen med till exempel fönster och dörrar laddas objektbibliotek in. Objektbibliotek kan bestå av de olika filformat Archicad stödjer. De vanligaste objekten enligt svensk standard är tillgängliga vid programstart men om något saknas är det möjligt att ladda in andra objekt. Modellering sker både i 2D och 3D, båda vyerna uppdaterar varandra. 3D-vyn är redigerbar och kan användas till måttsättning, walk-through och rendering.

## Ritningar
I huvudfönstret placerar man byggnadsdelar våningsvis enligt svensk standard som benämner våningar enligt plan 1, plan 2, plan 3 och så vidare. En så kallad vy av huvudfönstret ligger till grund för en ritning. En vy kan innehålla en viss mängd information, tända, släckta lager och en viss linjetjocklek. Den förinställda vyn placeras på en ritning som redan innehåller namnruta och till exempel en A1-ram. Ritningen presenteras och är redigerbar i vy-läge.

## Export/Import

### Samarbete
Enligt tradition sker samarbete mellan olika konsulter (Ventilation, Värme, Spill, El och Konstruktion) genom filformatet ".dwg". Genom att bygga upp en så kallad tolkfil eller använda en fabriksinställd tolk kan man exportera en .dwg-fil från Archicad. Det är ett ytterst detaljrikt verktyg som kräver en del kunskap vilket kan vara skillnaden mellan en fulländad dwg-fil och en bristfällig.
Intressant är att mycket av den kritik mot programmet som sådant kan härledas till bristfälliga dwg-filer som distribuerats till de konsultgrupper som nämns ovan.
Import av dwg-filer sker genom samma metod och används för att kontrollera den arkitektritade modellens samstämmighet med konstruktion, ventilation med mera.

### Export till pdf
Ritningar exporteras till pdf-formatet genom att välja ritning(ar) samt sökväg till lagringsplats. Genom att välja publicera startar pdf-konverteringen automatiskt av valda ritningar.

### IFC
Utveckling av det plattformsoberoende filformatet IFC sker av International Alliance for Interoperability (IAI) och i Archicad kan detta verktyg användas för att kollisionskontrollera byggnadsdelar mot varandra. Ett tillvägagångssätt kan vara att importera IFC-filer från berörda konsulter och sammanställa dessa till en "samgranskningsmodell". Denna modell av byggnad plus teknik visas i 3D på skärm eller via projektor och alla berörda parter kan se resultatet av den eventuella konflikt som uppstår mellan installationsteknik och byggnad. Mer förekommande är dock att samordning av discipliner sker i NavisWorks eller i Solibri Model Checker.

### Filformat Archicad exporterar eller importerar
2D: jpeg, excel, pdf, dwg.
3D: C4d, c4d+, quicktime, dwg, 3ds, skp, IFC.

## Rendering
Archicad har ett flertal inbyggda renderingsmotorer. För avancerad rendering kan externa program användas. Den i särklass mest knutna renderingsmotorn till Archicad är Cinema4D. Cinema4D kan utrustas med ytterligare motorer som Advanced Rendering som med rätt inställningar kan ge nära fotografiska bilder av ett byggnadsprojekt. En stor fördel med integrationen till Cinema4D är möjligheten att bevara de specifika inställningarna gjorda i Cinema4D och endast uppdatera geometri från Archicad. Ofta ändras byggnaden av arkitekt eller beställare medan platsen och ljusförhållanden är de samma. För att få ett effektivt arbetsflöde från geometribärare (Archicad) till renderingsmotor (till exempel Cinema4D) krävs en fullständig integration med texturöversättning, ljusförhållande och eventuella bakgrundsbilder för att ge illusionen av den färdiga byggnaden på plats och i sitt sammanhang. ArtLantis från Abvent har för närvarande likadana egenskaper som Cinema4D i form av texturöversättning och modelluppdatering.